# Великовільшанська сільська рада
| Великовільшанська сільська рада — орган місцевого самоврядування у Васильківському районі Київської області з адміністративним центром у с. Велика Вільшанка. Водоймища на території, підпорядкованій даній раді: р. Раковка. Сільській раді підпорядковані населені пункти: - с. Велика Вільшанка |

## Склад ради
Рада складається з 14 депутатів та голови.

### Керівний склад ради
| ПІБ                          | Основні відомості                                                               | Дата обрання | Дата звільнення |
| ---------------------------- | ------------------------------------------------------------------------------- | ------------ | --------------- |
| Журавель Ганна Петрівна      | Сільський голова, 1957 року народження, освіта, позапартійна                    | 26.03.2002   | 21.03.2006      |
| Гайдаєнко Світлана Василівна | Сільський голова, 1968 року народження, освіта, позапартійна                    | 16.03.2008   | 31.10.2010      |
| Гайдаєнко Світлана Василівна | Сільський голова, 1968 року народження, освіта середня спеціальна, позапартійна | 31.10.2010   |                 |

Примітка: таблиця складена за даними джерела